# Colobura dirce
Colobura dirce là một loài bướm ngày thuộc họ Nymphalidae. Nó được tìm thấy ở Trung Mỹ và phía bắc Nam Mỹ.
Chiều dài cánh trước khoảng 33 mm.
Ấu trùng ăn loài Cecropia.

## Hình ảnh

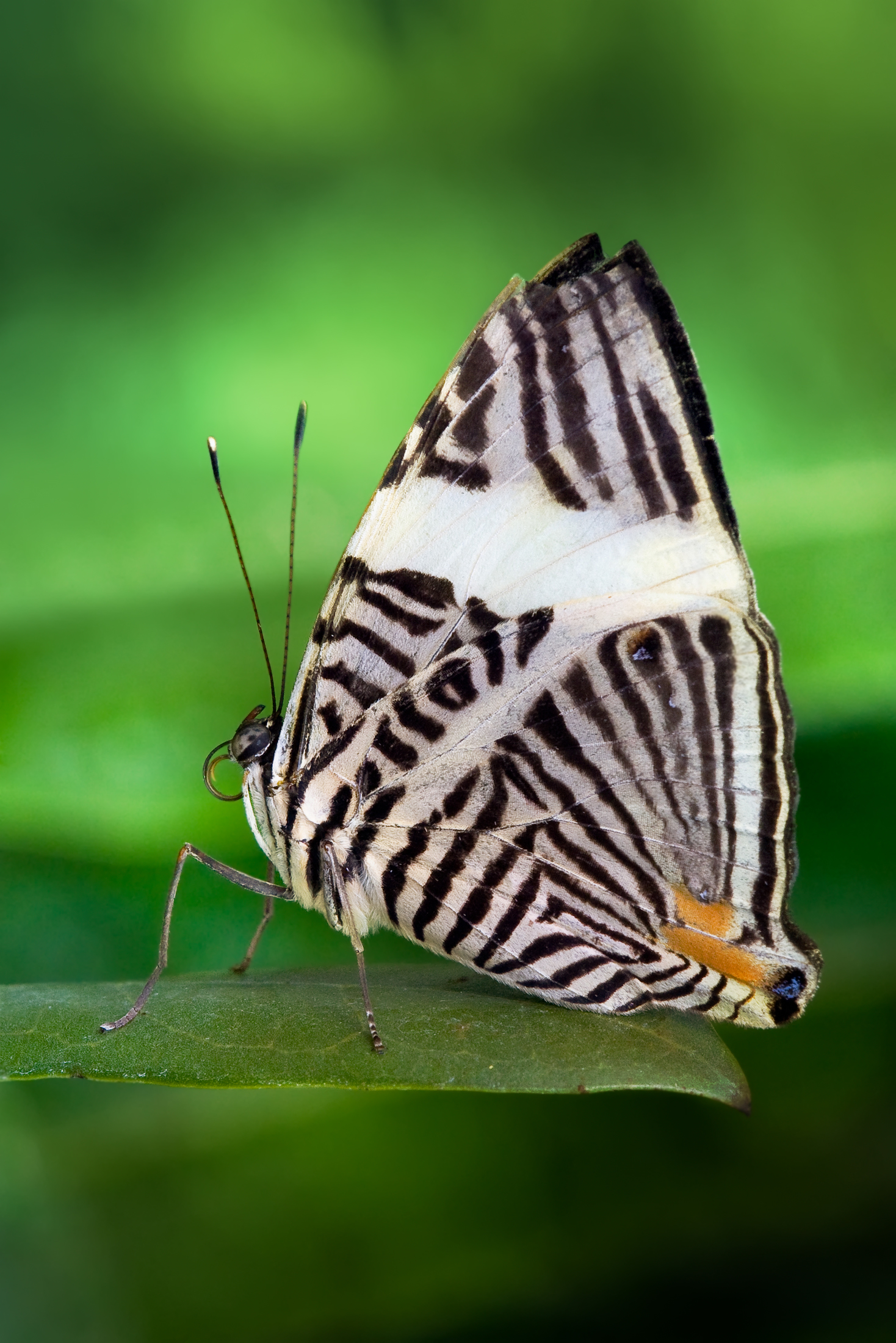
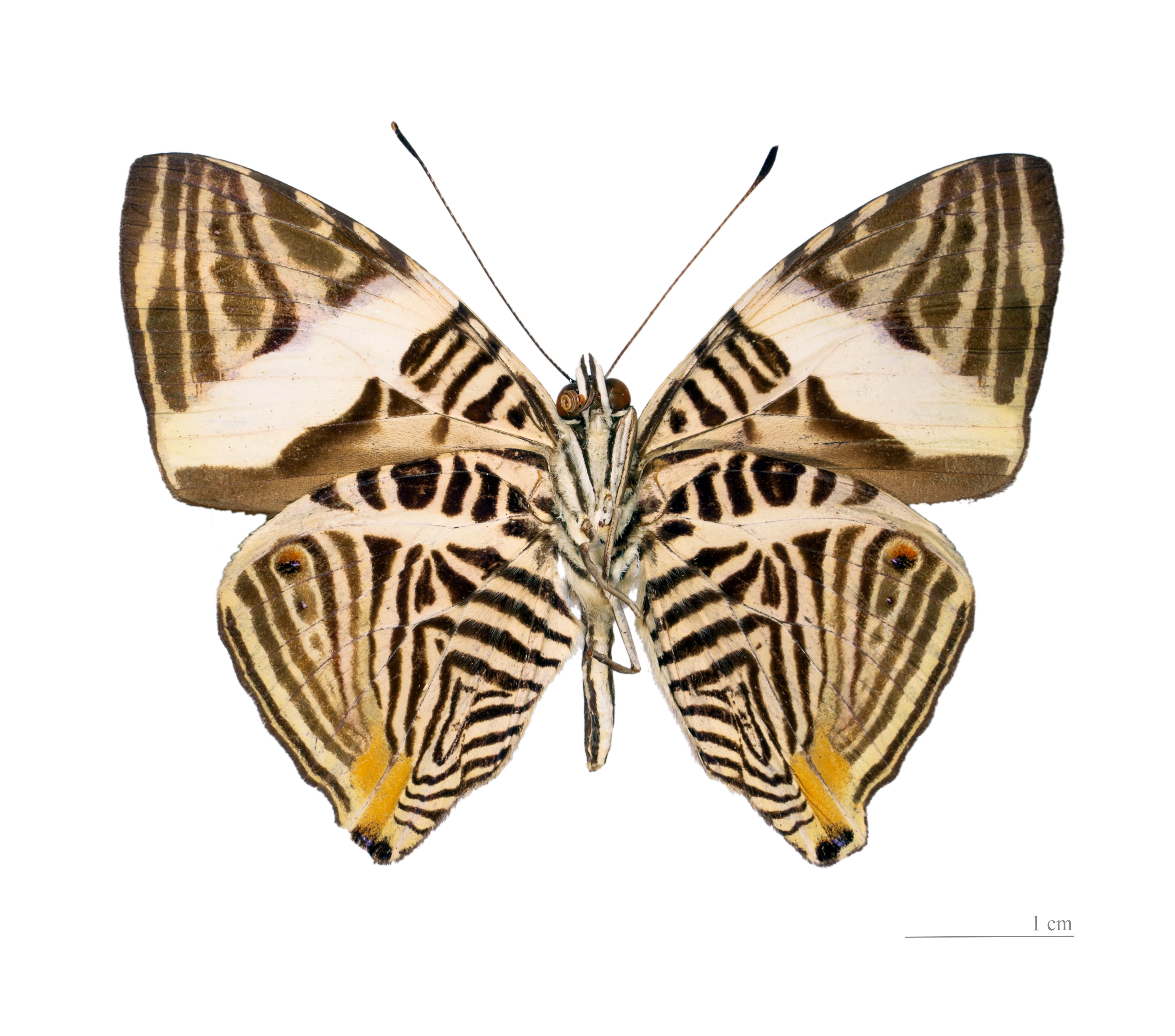

## Phụ loài
Có hai phụ loài được công nhận:
- C. d. dirce (Linnaeus, 1758)
- C. d. wolcotti Comstock, 1942